# Hamiptèrids
Els hamiptèrids (Hamipteridae) són una família extinta de pterosaures del grup dels ornitoquiromorfs que va existir durant el Cretaci inferior on actualment es troben la Xina i Espanya.